# Hoge trapgevel
De hoge trapgevel (Bela nebula) is een slakkensoort uit de familie van de Mangeliidae. De wetenschappelijke naam van de soort werd in 1803 voor het eerst geldig gepubliceerd door George Montagu als Murex nebula.

## Verspreiding
Deze soort komt voor in de Europese wateren voor de kust van België en de Britse Eilanden, in de noordoostelijke Atlantische Oceaan voor de kust van Noorwegen, in de Atlantische Oceaan voor de kust van Spanje, Portugal, de Azoren en Madeira en in de Middellandse Zee.